# Khongor
Khongor ((del mongol: Хонгор [Jongor]), corazón dulce o suave) es un sum (distrito) de Darhan-Uul, en el norte de Mongolia. La capital del sum tiene una estación de ferrocarril que la conecta con la línea del ferrocarril transmongoliano, en la ruta de Ulán-Udé - Ulán Bator - Pekín. La estación más importante se sitúa a 13 kilómetros al sur de la ciudad, donde comienza la línea entre Salkhit y Erdenet.
En 2007, Khongor fue el escenario de un caso de extrema contaminación que involucró sustancias como el cianuro de sodio y ciertos compuestos con mercurio, materiales usados para la minería de oro a pequeña escala. El caso levantó una gran atención de los medios de comunicación nacionales, pues incluso se llegó a proponer la reubicación del asentamiento.